# Tần (hậu cung)
Tần (chữ Hán: 嬪; Hangul: 빈; Kana: ひん), còn gọi Cung tần (宮嬪), là một cấp bậc phi tần trong hậu cung của Quốc vương hoặc Hoàng đế. Danh xưng này tồn tại ở các nước Đông Á đồng văn Trung Quốc, Nhật Bản, Triều Tiên và Việt Nam.

## Lịch sử

### Trung Quốc
Lần đầu tiên, danh vị Tần xuất hiện trong điển chế Á Đông là trong Chu lễ, phần kể về hậu cung của các Chu thiên tử.
Trong Lễ ký ghi lại: "Cổ giả Thiên tử Hậu lập lục cung, tam Phu nhân, cửu Tần, nhị thập thất Thế phụ, bát thập nhất Ngự thê".
- [Hậu; 后]: chính vị chốn cung đình, sánh đôi cùng Thiên tử.
- [Phu nhân; 夫人]: ba người, luận bàn lễ độ của bậc hiền phụ.
- [Tần; 嬪]: chín người, quản dạy bốn mỹ đức công, dung, ngôn, hạnh.
- [Thế phụ; 世婦]: hai mươi bảy người, coi việc lễ tân.
- [Ngự thê; 御妻]: tám mươi mốt người, coi việc yến tẩm.

Từ thời nhà Hán, Cửu tần biến mất, rồi xuất hiện trở lại trong chế độ nhà Tào Ngụy, khi xuất hiện danh xưng [Quý tần; 貴嬪]. Đến thời Tấn Vũ Đế, ông đã dựa theo cổ lễ từ đời nhà Chu chuẩn định danh phận nội cung, trong đó lấy [Thục phi; 淑妃], [Thục viên; 淑媛], [Thục nghi; 淑儀], [Tu hoa; 修華], [Tu dung; 修容], [Tu nghi; 修儀], [Tiệp dư; 婕妤], [Dung hoa; 容華], [Sung hoa; 充華] đều đặt ngang với Cửu khanh, được gọi chung là Cửu tần.
Từ đây, qua các thời Đông Tấn, Nam Bắc triều, các triều đại đều theo điển lệ của thời Tấn, thiết lập vị trí Cửu tần được phân ra các danh hiệu mô tả như [Chiêu nghi; 昭儀], [Tu dung; 修容], [Sung viên; 充媛]. Thời nhà Tùy, Tần chỉ có ba người, sang thời nhà Đường thiết lập Cửu tần có 3 chức dùng Chiêu, 3 chức dùng Tu rồi 3 chức dùng Sung được gọi chung là Tam chiêu (三昭), Tam tu (三修) và Tam sung (三充), mỗi chức vị 1 người. Cụ thể: [Chiêu nghi; 昭儀], [Chiêu dung; 昭容], [Chiêu viên; 昭媛] là Tam chiêu; [Tu nghi; 修儀], [Tu dung; 修容], [Tu viên; 修媛] là Tam tu; [Sung nghi; 充儀], [Sung dung; 充容], [Sung viên; 充媛] là Tam sung.
Sự dao động của Cửu tần đến thời kỳ này đã ổn định, sang đến tận thời nhà Kim. Giữa thời Đường là Đường Huyền Tông, ông thiết lập [Quý tần] vị Tòng nhất phẩm, lại cho bậc Lục nghi gồm: [Thục nghi; 淑儀], [Đức nghi; 德儀], [Hiền nghi; 賢儀], [Thuận nghi; 順儀], [Uyển nghi; 婉儀], [Phương nghi; 芳儀], vị Chính nhị phẩm.
Thời nhà Tống, kết hợp Cửu tần cùng Lục nghi, hàng Cửu tần như đời Đường, riêng hàng trên vị Tòng nhất phẩm, gồm có: [Thái nghi; 太儀], [Quý nghi; 貴儀], [Thục nghi; 淑儀], [Thục dung; 淑容], [Thuận nghi; 順儀], [Thuận dung; 順容], [Uyển nghi; 婉儀], [Uyển dung; 婉容].
Thời nhà Nguyên, hậu cung đơn giản, Tần ở dưới Hoàng hậu cùng Phi, là địa vị thấp nhất. Qua thời nhà Minh, vị Tần chính thức tách ra hẳn và được thêm 1 chữ mỹ hiệu mang tính diễn tả. Gia Tĩnh năm thứ 10 (1531), Minh Thế Tông dựa theo cổ lễ lập thêm Cửu tần gồm có: [Đức tần; 德嬪], [Hiền tần; 賢嬪], [Trang tần; 莊嬪], [Lệ tần; 麗嬪], [Huệ tần; 惠嬪], [An tần; 安嫔], [Hòa tần; 和嬪], [Hy tần; 僖嬪], [Khang tần; 康嬪]. Đến thời nhà Thanh, vị Tần thuộc hàng thứ 4 trong hậu cung, dưới Hoàng quý phi, Quý phi cùng Phi. Từ tước Tần trở lên mới có ghi chép về lễ tấn phong, được quy định cùng lúc chỉ có sáu người, nhưng thời Khang Hi và Càn Long có ghi chép những trường hợp vượt hơn.

### Triều Tiên
Tại Nội mệnh phụ của Triều Tiên, phong vị [Tần; 빈] là cao quý nhất trong hậu cung tần ngự, chỉ dưới chính thất là Vương phi, hay còn gọi là [Trung điện; 中殿].
Khi được ban phong hiệu Tần, vị hậu cung sẽ được ban thêm một mỹ tự mang tính diễn tả, ví dụ Trương Hy tần là tước Tần, phong hiệu là Hy, nên gọi [Hy tần; 禧嬪]. Ngoài ra, chính thất của Vương thế tử cũng gọi là Tần, đầy đủ là [Vương thế tử tần; 王世子嬪; 왕세자빈] hay [Tần cung; 嬪宮; 빈궁]. Vì lẽ tước Phi đã dùng để gọi Trung điện, nên theo quy chế hạ đi một bậc tương tự cách gọi Thái tử phi, chính thất của Thế tử chỉ còn là Tần mà thôi.

### Nhật Bản
Trước thời kì Heian, hậu cung Nhật Bản phân ra như sau:
- Hoàng hậu (皇后): 1 người.
- Phi (妃): 2 người, xuất thân từ Nội thân vương.
- Phu nhân (夫人): 3 người, xuất thân con gái công khanh đại thần.
- Tần (嬪): 4 người, xuất thân con gái quý tộc.

Về sau, phân vị Tần đổi gọi thành Nữ ngự (女御), chỉ dưới Hoàng hậu.

### Việt Nam
Tước vị Tần thời nhà Lý và trước đó không thể khảo được. Song vào thời nhà Trần, mẹ của Trần Duệ Tông là Đôn Từ Hoàng thái phi được ghi nhận từng là [Sung viên Lê thị], do đó rất có khả năng thời Trần theo quy chế Cửu tần như thời Đường-Tống. Vào thời Lê sơ, Lê Thánh Tông định ra quy chế hậu cung chính thức:
- [Tam phi; 三妃]: Quý phi (貴妃), Minh phi (明妃), Kính phi (敬妃).
- [Cửu tần; 九嬪]:
  - Tam chiêu (三昭): Chiêu nghi (昭儀), Chiêu dung (昭容), Chiêu viên (昭媛).
  - Tam tu (三修): Tu nghi (修儀) Tu dung (修容), Tu viên (修媛).
  - Tam sung (三充): Sung nghi (充儀), Sung dung (充容), Sung viên (充媛).
- [Lục chức; 六職]: Tiệp dư (婕妤), Dung hoa (傛華), Tuyên vinh (宣榮), Tài nhân (才人), Lương nhân (良人), Mỹ nhân (美人).

Vào thời nhà Nguyễn, vào thời Gia Long và nửa đầu Minh Mạng vẫn còn dùng theo nhà Lê sơ, kết hợp với "Cửu tần" của nhà Minh. Nửa sau Minh Mạng, chấn chỉnh nội đình, phong vị Tần thuộc hàng phẩm thứ 3, thứ 4 và thứ 5, được gọi lần lượt là [Tam giai Tần; 三階嬪], [Tứ giai Tần; 四階嬪] và [Ngũ giai Tần; 五階嬪]. Mỗi hàng có 3 tới 4 vị Tần với một phong hiệu được định trước sẵng, trước sau của mỗi chữ là phân biệt cao thấp trong cùng 1 hàng. Ví dụ quy định năm Minh Mạng thứ 17 (1836), hàng Tam giai Tần có 3 tước: [Quý tần; 貴嬪], [Hiền tần; 賢嬪], [Trang tần; 莊嬪]; theo đó thì hàng tam giai có Quý tần lớn nhất, sau đó là Hiền tần rồi Trang tần.

## Một số nhân vật nổi tiếng
Trung Quốc
1. Văn Đức Hoàng hậu Quách Nữ Vương - Hoàng hậu của Tào Phi, cũng là Hoàng hậu đầu tiên của nhà Tào Ngụy. Sơ phong Quý tần.
2. Tả Phấn - phi tần của Tấn Vũ Đế. Nổi tiếng là tài nữ thời Tây Tấn và nữ thi sĩ sớm nhất trong lịch sử Trung Quốc.
3. Nhĩ Chu Anh Nga - phi tần của Bắc Ngụy Hiếu Minh Đế, sau là Hoàng hậu của Bắc Ngụy Hiếu Trang Đế.
4. Hiếu Hoàng thái phi Tào thị- phi tần của Lương Tuyên Đế, sinh mẫu của Lương Minh Đế. Từng được phong Tào Quý tần.Đế mẫu nhưng không được truy phong thụy hiệu Hoàng hậu.
5. Nguyên Hiến Hoàng hậu Dương thị- phi tần của Đường Huyền Tông, sinh mẫu của Đường Túc Tông. Sinh thời được phong Dương Quý tần.
6. Hiếu Nghi Thuần Hoàng Hậu Ngụy Giai thị- Hoàng Hậu của Thanh Cao Tông. từng được phong Lệnh tần ,là sinh mẫu của Gia Khánh Đế.
7. Từ An Thái hậu Nữu Hỗ Lộc thị- Hoàng hậu của Hàm Phong Đế. Sơ phong Trinh tần.
8. Từ Hi Thái hậu Diệp Hách Na Lạp thị-phi tần của Hàm Phong Đế.Từng được phong Ý tần ,sinh mẫu của Đồng Trị Đế.

Triều Tiên
1. An Xương tần - hậu cung của Triều Tiên Trung Tông, bà nội của Triều Tiên Tuyên Tổ.
2. Phác Kính tần - hậu cung của Triều Tiên Trung Tông. Bị phế làm thứ dân.
3. Trưong Hy tần,tên Trương Ngọc Trinh- sủng thiếp của Triều Tiên Túc Tông, sinh mẫu của Triều Tiên Cảnh Tông. Túc Tông phế Vương phi Mẫn thị lập bà làm Trung điện, sau lại giáng bà làm Hy tần để phục vị Mẫn thị. Thụy là Ngọc Sơn Phủ Đại tần.
4. Hòa Kính Thục tần Thôi thị- sủng thiếp của Triều Tiên Túc Tông, sinh mẫu của Triều Tiên Anh Tổ. Từng là cung nữ hầu hạ Vương phi Mẫn thị, được sủng hạnh và giúp Mẫn thị lật đổ Trương Hy tần.
5. Thành Nghi tần - sủng thiếp của của Triều Tiên Chính Tổ, sinh mẫu của Văn Hiếu Thế tử.

Việt Nam
1. Hiếu Vũ Hoàng hậu Trương Thị Dung- cung tần của Vũ vương Nguyễn Phúc Khoát, bà nội của vua Gia Long, hoàng đế đầu tiên của nhà Nguyễn.
2. Trần Thị Huân - phi tần sinh nhiều con nhất cho vua Minh Mạng (15 người). Sinh thời phong Tứ giai Huệ tần.
3. Đinh Thị Hạnh - phi tần của vua Thiệu Trị, mẹ Hoàng tử Nguyễn Phúc Hồng Bảo. Khi mất truy phong Diễm nhân,sau là Quý tần.Hoàng tử tạo phản, tự sát trong ngục, liên lụy cả dòng dõi bên ngoại, cả bà cũng bị giáng vị. Năm 1852 được vua Tự Đức dựng nhà thờ cúng bái[2].
4. Trương Thị Vĩnh - phi tần của vua Thiệu Trị, bà nội của 3 vị vua Kiến Phúc, Hàm Nghi và Đồng Khánh. Tuy là bà ruột của cả 3 hoàng đế nhưng dưới uy quyền của Thái hậu Từ Dụ, bà Vĩnh chỉ giữ tước Tài nhân đến khi mất. Sau được cháu cố là vua Khải Định truy phong Kỷ tần.
5. Nguyễn Nhược Thị Bích - phi tần của vua Tự Đức. Sinh thời phong Tam giai Lễ tần.Tài danh nổi tiếng triều Nguyễn, là tác giả của bài Hạnh Thục ca trong văn học Việt Nam.